# Muzkol
Muzkol (tadż.: қаторкӯҳи Музкол, katorkuhi Muzkol; ros.: хребет Музкол, chriebiet Muzkoł) – pasmo górskie w Pamirze, w Tadżykistanie, na północ od rzeki Murgab. Rozciąga się równoleżnikowo na długości ok. 110 km. Najwyższy szczyt, Szczyt Oficerów Sowieckich, osiąga wysokość 6233 m n.p.m. Pasmo zbudowane głównie z łupków metamorficznych, wapieni i piaskowców. Występują lodowce górskie. Dominuje krajobraz wysokogórski ze stromymi skałami i piargami. Skąpo porośnięte roślinnością zimnej pustyni wysokogórskiej, głównie kriofitami.